# Episodi di Roy Rogers (terza stagione)
La terza stagione della serie televisiva Roy Rogers è andata in onda negli Stati Uniti dall'11 ottobre 1953 al 14 marzo 1954 sulla NBC.
| nº | Titolo originale                    | Prima TV USA     | Titolo italiano                 | Prima TV Italia |
| -- | ----------------------------------- | ---------------- | ------------------------------- | --------------- |
| 1  | The Milliner from Medicine Creek    | 11 ottobre 1953  |                                 |                 |
| 2  | Pat's Inheritance                   | 1º novembre 1953 |                                 |                 |
| 3  | Outlaws of Paradise Valley          | 8 novembre 1953  |                                 |                 |
| 4  | Bullets and a Burro                 | 15 novembre 1953 |                                 |                 |
| 5  | Gun Trouble                         | 22 novembre 1953 |                                 |                 |
| 6  | M Stands for Murder                 | 6 dicembre 1953  |                                 |                 |
| 7  | The Peddler from the Pecos          | 13 dicembre 1953 |                                 |                 |
| 8  | Bad Company                         | 27 dicembre 1953 | Cattiva compagnia               |                 |
| 9  | Little Dynamite                     | 3 gennaio 1954   | Piccola dinamite                |                 |
| 10 | The Kid from Silver City            | 17 gennaio 1954  |                                 |                 |
| 11 | The Secret of Indian Gap            | 24 gennaio 1954  | Il segreto di Indian Gap        |                 |
| 12 | The Deputy Sheriff                  | 7 febbraio 1954  | Il vice sceriffo                |                 |
| 13 | The High-Graders of Paradise Valley | 28 febbraio 1954 | I truffatori di Paradise Valley |                 |
| 14 | Land Swindle                        | 14 marzo 1954    |                                 |                 |

## The Milliner from Medicine Creek
- Diretto da:
- Scritto da:

### Trama
- Interpreti: Roy Rogers (Roy Rogers), Dale Evans (Dale Evans), Pat Brady (Pat Brady), Frances Conley (Millie Johnson), Hal Price (nonno Tom Waters), Jim Diehl (Bill Hastings - Wells Fargo Agent), Zon Murray (Flat Johnson), Boyd 'Red' Morgan (scagnozzo Milo), Harry Harvey (sceriffo), Lane Bradford, Russ Scott

## Pat's Inheritance
- Diretto da:
- Scritto da:

### Trama
- Interpreti: Roy Rogers (Roy Rogers), Dale Evans (Dale Evans), Pat Brady (Pat Brady), Tom London (Jim Merryweather - Pat's Uncle), Myron Healey (scagnozzo), Gregg Barton (scagnozzo), Terry Frost (Bill Henderson), Mary Ellen Kay (Mary Merryweather, Pat's Cousin), Wally West (Luke)

## Outlaws of Paradise Valley
- Diretto da:
- Scritto da:

### Trama
- Interpreti: Roy Rogers (Roy Rogers), Dale Evans (Dale Evans), Pat Brady (Pat Brady), Pierre Watkin (professore Petrie), Pamela Duncan (Carla Petrie), Rick Vallin (Jim Wilson), Rusty Wescoatt (fuorilegge Leader), Russ Scott (scagnozzo Hal), Richard Avonde (Mike), Harry Harvey (sceriffo), Sandy Sanders (scagnozzo Blake), Jack O'Shea (banchiere), Cheryl Rogers (Cheryl, Pat's Neice)

## Bullets and a Burro
- Diretto da:
- Scritto da:

### Trama
- Interpreti: Roy Rogers (Roy Rogers), Dale Evans (Dale Evans), Pat Brady (Pat Brady), Raymond Hatton (Scotty), Chuck Roberson (vice Randall), Norman Leavitt (Hank Blodgett - Sheriff's Brother), Gregg Barton (Sam Webster), Terry Frost (Lefty), Ray Bennett (Bill), Wade Crosby (Jim)

## Gun Trouble
- Diretto da:
- Scritto da:

### Trama
- Interpreti: Roy Rogers (Roy Rogers), Dale Evans (Dale Evans), Pat Brady (Pat Brady), Harry Harvey Jr. (Jerry King), Boyd 'Red' Morgan (scagnozzo), John L. Cason (Colt Egger), Dub Taylor (Fred King), Russ Scott (scagnozzo Wayne), Wally West (Lou)

## M Stands for Murder
- Diretto da:
- Scritto da:

### Trama
- Interpreti: Roy Rogers (Roy Rogers), Dale Evans (Dale Evans), Pat Brady (Pat Brady), Myron Healey (Meade Gurney), Robert J. Wilke (scagnozzo Hal Creston), Harry Harvey (sceriffo), Henry Rowland (scagnozzo Earl Hawks), Sydney Mason (Clay Palmer)

## The Peddler from the Pecos
- Diretto da:
- Scritto da:

### Trama
- Interpreti: Roy Rogers (Roy Rogers), Dale Evans (Dale Evans), Pat Brady (Pat Brady), Richard Reeves (Hal Burnside), Rusty Wescoatt (Joe Burnside), Dub Taylor (Pete G. Brady, l'innocente), Harry Harvey (sceriffo), Ray Whitley (John Wilkins), Russ Scott (vice), Jack O'Shea (Fur Buyer), Ray Jones (cittadino), Bob McElroy (cittadino), Wally West (Wally)

## Bad Company
- Diretto da:
- Scritto da:

### Trama
- Interpreti: Roy Rogers (Roy Rogers), Dale Evans (Dale Evans), Pat Brady (Pat Brady), Holly Bane (Ira Logan), Harry Harvey (sceriffo Tom Blodgett), Jim Hayward (Zeb Waller), Jack O'Shea, Richard Reeves (Ham Murray), Fred Sherman (Daniel Waller), Wally West

## Little Dynamite
- Diretto da:
- Scritto da:

### Trama
- Interpreti: Roy Rogers (Roy Rogers), Dale Evans (Dale Evans), Pat Brady (Pat Brady), Harry Harvey (sceriffo Tom Blodgett), Richard Reeves (Piney Yokum), Little Doe Rogers (Baby Jimmy Sprague), Russ Scott (Cal Vetdon), Dub Taylor (Phil Orrin), Rusty Wescoatt (Fred Willow), Ray Whitley (Jim Sprague)

## The Kid from Silver City
- Diretto da:
- Scritto da:

### Trama
- Interpreti: Roy Rogers (Roy Rogers), Dale Evans (Dale Evans), Pat Brady (Pat Brady), Richard Avonde, Harry Harvey (sceriffo Tom Blodgett), Francis McDonald (Pete Miner), Charles Tannen (Rod Miner), William Tannen (Bob Kelso), Ray Whitley (Marshal Bill Culver)

## The Secret of Indian Gap
- Diretto da:
- Scritto da:

### Trama
- Interpreti: Roy Rogers (Roy Rogers), Dale Evans (Dale Evans), Pat Brady (Pat Brady), Harry Strang (zio Jasper Riley), Myron Healey (Mace), Russ Scott (Halsey), B.G. Norman (Jiggers Riley)

## The Deputy Sheriff
- Diretto da:
- Scritto da:

### Trama
- Interpreti: Roy Rogers (Roy Rogers), Dale Evans (Dale Evans), Pat Brady (Pat Brady), Myron Healey (vice sceriffo Bill Morgan), Tom London (Joel Martin), Terry Frost (Gang Leader), Gregg Barton (scagnozzo), Harry Harvey (sceriffo Tom)

## The High-Graders of Paradise Valley
- Diretto da:
- Scritto da:

### Trama
- Interpreti: Roy Rogers (Roy Rogers), Dale Evans (Dale Evans), Pat Brady (Pat Brady), Harry Harvey (sceriffo Tom Blodgett), Myron Healey (John Baldwin), Ruth Lee (Sarah Granby), Jack O'Shea (Tim), Russ Scott (Jake Douglas), Harry Strang (Mart Woodward)

## Land Swindle
- Diretto da:
- Scritto da:

### Trama
- Interpreti: Roy Rogers (Roy Rogers), Dale Evans (Dale Evans), Pat Brady (Pat Brady), Fred Sherman (Jim Wilson), Jim Hayward (Hal Woodruff), Richard Reeves (scagnozzo Mike), Holly Bane (scagnozzo Tom Sherman), Sam Flint (Will Colton), Gloria Talbott (Amy Woodruff), Harry Harvey (sceriffo)